# وزارت امور داخلی (روسیه)
وزارت امور داخلی فدرال روسیه (روسی: Министерство внутренних дел) وزارت امور داخلی روسیه است. امپراتور الکساندر یکم وزارت پیش از آن را در سال ۱۸۰۲ در امپراتوری روسیه بنیان نهاد. مقر این وزارت در مسکو است.
وزیر فعلی وزارت امور داخلی، ولادیمیر کولوکولتسف است که از سال ۲۰۱۲ این مقام را بر عهده دارد.